# جوكلين مورهوس
ازدادت جوكلين مورهوس في الرابع من سبتمبر سنة 1960، هي كاتبة، مخرجة، ومنتجة أسترالية.

## السيرة الذاتية

### السيرة المهنية
عاشت طفولتها في غينيا الجديدة، قبل أن تعود لبلدها الأصلي أستراليا وهي في عمر الست سنوات، ثم اقتحت عالم السينما وهي لم تتجاوز سن السابعة عشر بعد.
فازت بجائزة الكاميرا الذهبية في مهرجان كان السينمائي عن فيلمها المميز برهان (بالإنجليزية: Proof) والذي أخرجته سنة 1999، كما اخرجت فيلم (اهندرد اغريس) من بطولة ميشيل فايفر وجيسيكا لانج حازت فيه على جائزة الكاميرا الذهبية كما شاركت من خلال هذا الفيلم في العديد من المهرجانات الأخرى.

### الحياة الشخصية
تزوجت جوكلين بالمخرج بول جون هوغان.

## قائمة أعمالها

### كمخرجة
| عنوان الفيلم                   | العنوان الأصلي                | سنة الإخراج |
| ------------------------------ | ----------------------------- | ----------- |
| بافان                          | Pavane                        | 1983        |
| برهان                          | Proof                         | 1991        |
| هاو تو مايك أن أميريكان كوايلت | How To Make An American Quilt | 1995        |
| الأسرار                        | A thousand Acres              | 1997        |
| صانعة الفستان                  | The Dressmaker                | 2014        |

### كمنتجة
| عنوان الفيلم   | العنوان الأصلي     | المخرج        | سنة الإنتاج |
| -------------- | ------------------ | ------------- | ----------- |
| موريالس ويدينغ | Muriel's Wedding   | بول جون هوغان | 1994        |
| حب عجيب        | Unconditional love | بول جون هوغان | 2002        |
| عقلية          | Mental             | بول جون هوغان | 2012        |

## روابط خارجية
- جوكلين مورهوس على موقع IMDb (الإنجليزية)
- جوكلين مورهوس على موقع ألو سيني (الفرنسية)
- جوكلين مورهوس على موقع أول موفي (الإنجليزية)
- جوكلين مورهوس على موقع قاعدة بيانات الأفلام السويدية (السويدية)
- جوكلين مورهوس على موقع إن إن دي بي (الإنجليزية)
- جوكلين مورهوس على موقع قاعدة بيانات الفيلم (الإنجليزية)
- جوكلين مورهوس على موقع كينوبويسك (الروسية)